# Arbre de camouflage

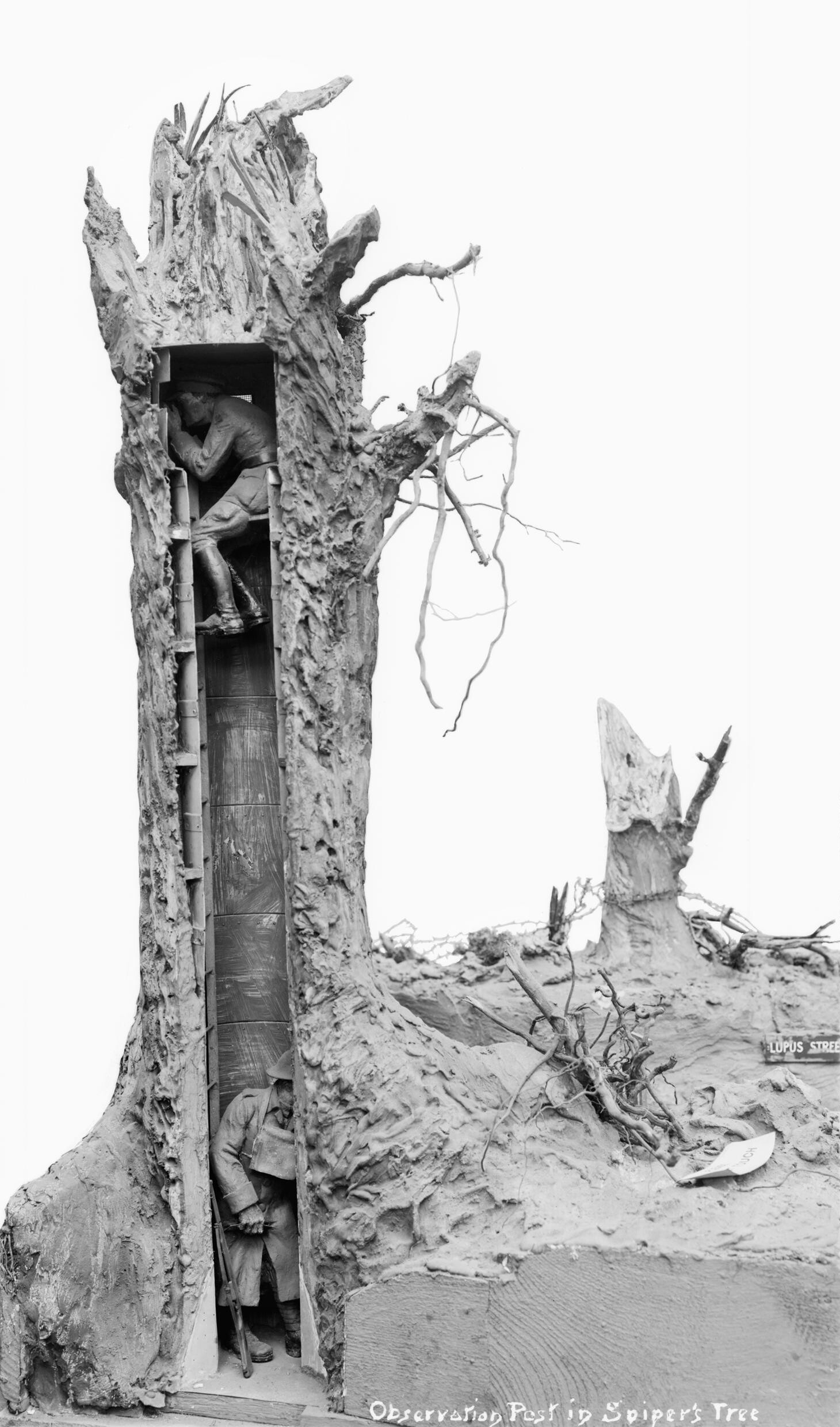
Vue en coupe d'un arbre de camouflage à l'Imperial War Museum de Londres.

Un arbre de camouflage (également appelé faux arbre et arbre d'observation) est un type de poste d'observation inventé en 1915 par le peintre français Lucien-Victor Guirand de Scevola alors qu'il dirigeait la section de camouflage de l'armée française.
Les arbres de camouflage ont été utilisés par les forces armées françaises, britanniques et allemandes dans la guerre des tranchées de la Première Guerre mondiale.

## Nomenclature et contexte
Les anglophones appelaient également les arbres de camouflage « faux arbres » et « arbres d'observation » tandis que les germanophones les appelaient Baumbeobachter (en français : observateurs d'arbres).
Pendant la Première Guerre mondiale, les deux camps du front occidental étaient engagés dans une guerre de tranchées, ce qui rendait difficile l'observation de l'activité des forces ennemies.

## Utilisation
L'arbre à camouflage est inventé par le peintre français Lucien-Victor Guirand de Scévola, chef de la section de camouflage de l'armée française, à la demande du général de Castelnau. Il est utilisé pour la première fois en mai 1915 lors de la Seconde Bataille de l'Artois.
L'armée française partage la conception avec l'armée britannique, qui charge Solomon Joseph Solomon de diriger un programme visant à fabriquer un arbre de camouflage britannique. Salomon demande à l'artiste et sculpteur Leon Underwood de la Royal Engineers Camouflage Section de construire l'arbre. Underwood sélectionne un saule mort dans le no man's land entre les tranchées et le dessine. Ses croquis sont utilisés pour construire une réplique intégrant une tour d'observation blindée en acier et un périscope pour protéger l'utilisateur,. Une nuit de mars 1916, l'arbre d'origine est abattu et remplacé par l'arbre camouflé.

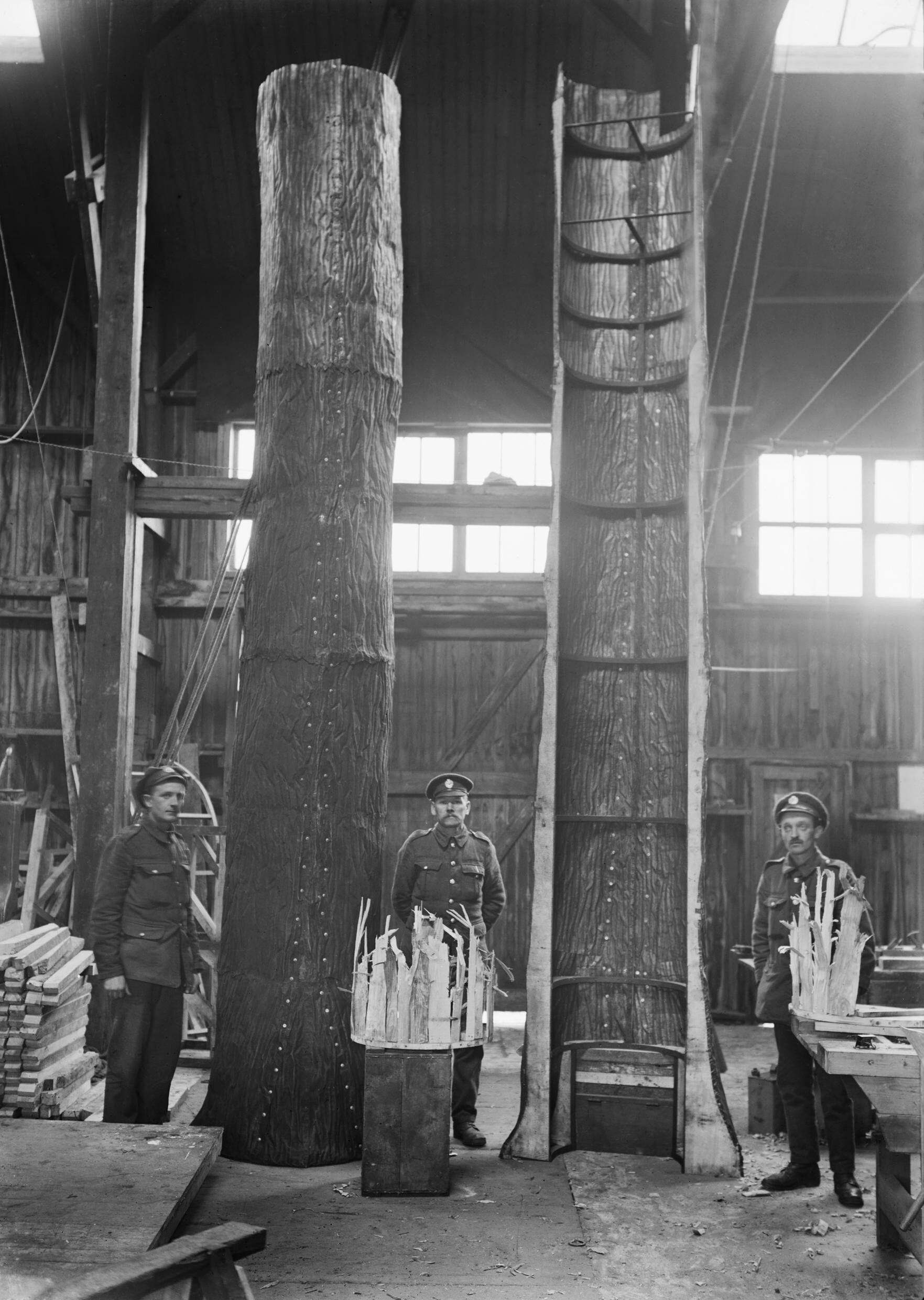
Photo d'un arbre de camouflage.

Les forces armées allemandes utilisent un arbre de camouflage en 1917 dans le bois d'Oosttaverne (ou Oostaverne) près de Messines, en Belgique, lors de la bataille de Messines. Dans la version allemande, le trou d'observation est recouvert d'un treillis métallique.

## Héritage
Un arbre de camouflage britannique fait toujours partie de la collection permanente des galeries de la Première Guerre mondiale de l'Imperial War Museum.
Le mémorial australien de la guerre a exposé un arbre de camouflage allemand lors du centenaire de la Première Guerre mondiale,.